# Haïti op de Olympische Zomerspelen 2004
Haïti nam deel aan de Olympische Zomerspelen 2004 in Athene, Griekenland.

## Deelnemers en resultaten

### Atletiek
| Olympiër       | Discipline      | Resultaat | Prestatie                                                                       |
| -------------- | --------------- | --------- | ------------------------------------------------------------------------------- |
| Dadi Denis     | 400m (m)        | 47e       | serie 6: 7de in 47,57                                                           |
| Moise Joseph   | 800m (m)        | 52e       | serie 5: 6de in 1.48,15                                                         |
| Dudley Dorival | 110m horden (m) | 11e       | serie 2: 1ste in 13,39 kwartfinale 4: 2de in 13,39 halve finale 2: 5de in 13,39 |
|                |                 |           |                                                                                 |
| Nadine Faustin | 100m horden (v) | 12e       | serie 1: 3de in 12,94 halve finale 1: 8ste in 12,74 (NR)                        |

### Boksen
| Olympiër    | Discipline | Resultaat | Prestatie                         |
| ----------- | ---------- | --------- | --------------------------------- |
| Andre Berto | -67kg (m)  | 17e       | 1ste ronde: V van FRA Noël: 34-36 |

### Judo
| Olympiër      | Discipline | Resultaat | Prestatie                                                                   |
| ------------- | ---------- | --------- | --------------------------------------------------------------------------- |
| Ernst Laraque | -73kg (m)  | 21e       | 1ste ronde: V van BRA Guilheiro: ippon                                      |
| Joel Brutus   | -100kg (m) | 13e       | 1ste ronde: V van IRI Miran: ippon herkansingen: V van TUR Tataroğlu: ippon |

### Taekwondo
| Olympiër      | Discipline | Resultaat | Prestatie                           |
| ------------- | ---------- | --------- | ----------------------------------- |
| Ernst Laraque | +80kg (m)  | 11e       | 1ste ronde: V van CRC Moitland: 2-3 |

Afghanistan · Albanië · Algerije · Amerikaanse Maagdeneilanden · Amerikaans-Samoa · Andorra · Angola · Antigua en Barbuda · Argentinië · Armenië · Aruba · Australië · Azerbeidzjan · Bahama's · Bahrein · Bangladesh · Barbados · België · Belize · Benin · Bermuda · Bhutan · Bolivia · Bosnië en Herzegovina · Botswana · Brazilië · Britse Maagdeneilanden · Brunei · Bulgarije · Burkina Faso · Burundi · Cambodja · Canada · Centraal-Afrikaanse Republiek · Chili · China · Chinees Taipei · Colombia · Comoren · Congo-Brazzaville · Congo-Kinshasa · Cookeilanden · Costa Rica · Cuba · Cyprus · Denemarken · Djibouti · Dominica · Dominicaanse Republiek · Duitsland · Ecuador · Egypte · El Salvador · Equatoriaal-Guinea · Eritrea · Estland · Ethiopië · Fiji · Filipijnen · Finland · Frankrijk · Gabon · Gambia · Georgië · Ghana · Grenada · Griekenland · Groot-Brittannië · Guam · Guatemala · Guinee · Guinee‑Bissau · Guyana · Haïti · Honduras · Hongarije · Hongkong · Ierland · IJsland · India · Indonesië · Irak · Iran · Israël · Italië · Ivoorkust · Jamaica · Japan · Jemen · Jordanië · Kaaimaneilanden · Kaapverdië · Kameroen · Kazachstan · Kenia · Kirgizië · Kiribati · Koeweit · Kroatië · Laos · Lesotho · Letland · Libanon · Liberia · Libië · Liechtenstein · Litouwen · Luxemburg · Macedonië · Madagaskar · Malawi · Malediven · Maleisië · Mali · Malta · Marokko · Mauritanië · Mauritius · Mexico · Micronesië · Moldavië · Monaco · Mongolië · Mozambique · Myanmar · Namibië · Nauru · Nederland · Nederlandse Antillen · Nepal · Nicaragua · Nieuw-Zeeland · Niger · Nigeria · Noord-Korea · Noorwegen · Oeganda · Oekraïne · Oezbekistan · Oman · Oostenrijk · Oost‑Timor · Pakistan · Palau · Palestina · Panama · Papoea-Nieuw-Guinea · Paraguay · Peru · Polen · Portugal · Puerto Rico · Qatar · Roemenië · Rusland · Rwanda · Saint Kitts en Nevis · Saint Lucia · Saint Vincent en Grenadines · Salomonseilanden · Samoa · San Marino · Sao Tomé en Principe · Saoedi-Arabië · Senegal · Servië en Montenegro · Seychellen · Sierra Leone · Singapore · Slovenië · Slowakije · Soedan · Somalië · Spanje · Sri Lanka · Suriname · Swaziland · Syrië · Tadzjikistan · Tanzania · Thailand · Togo · Tonga · Trinidad en Tobago · Tsjaad · Tsjechië · Tunesië · Turkije · Turkmenistan · Uruguay · Vanuatu · Venezuela · Verenigde Arabische Emiraten · Verenigde Staten · Vietnam · Wit-Rusland · Zambia · Zimbabwe · Zuid-Afrika · Zuid-Korea · Zweden · Zwitserland